# Съюз на Арабския Магреб
Съюзът на арабския Магреб (САМ) (на арабски: اتحاد المغرب العربي; на френски: Union du Maghreb Arabe, UMA) е международна и панарабска организация, насочена към икономическо и политическо единство в Северна Африка. Членове на съюза са Алжир, Либия, Мавритания, Мароко и Тунис.

## История
Идеята за създаването на организацията възниква веднага след извоюването на независимостта на Тунис и Мароко през 1958 г., във връзка със започналия разпад на т.нар. Френска Северна Африка, довел след себе си и до независимостта на Алжир през 1962 г.
Споразумението за създаване на съюза е сключено на 16 – 17 февруари 1989 г. в град Маракеш на среща на държавните глави на региона. Съюзът се председателства последователно на ротационен принцип от всяка страна членка.
Всички държави в съюза са и членове на Арабската лига и с изключение на Мароко и на Африканския съюз. От гледна точка на икономическата интеграция, международния договор за създаването на съюза предвижда създаването на зона за свободна търговия, а след това и на митнически съюз. Делът на двустранната търговия от общия обем на външна търговия на страните от съюза е по-малко от 10%, поради което съюзът е считан по-скоро за политическа, отколкото за икономическа организация. През 2023 г. проектът за единна валута в района остава технически осъществим, но политически неосъществим.
Като председател на организацията либийският лидер Муамар Кадафи настоява за включването на Мали, Нигер, Чад и Судан в съюза. Това предложение не среща подкрепата на останалите държавни глави, участващи в съюза, и е свалено от дневния ред.
През ноември 1994 г. Египет отправя официално искане да се присъедини към съюза. Освен членовете на съюза, в работата на Министерски съвет и срещи на експертни групи участват представители на Египет, Ливан, Йордания и Сирия.

## Дейност
Има традиционни проблеми на съперничеството в CAM. Например през 1994 г. Алжир решава да прехвърли председателството на СAM на Либия. Това е вследствие от дипломатическото напрежение между Алжир и други членове на CAM, най-вече Мароко и Либия, чиито лидери последователно отказват да участват в събития на CAM, провеждани в Алжир. Алжирските служители обясняват решението си с необходимостта да се съобразят с учредителния акт на CAM, който обявява годишна ротация на председателството. Алжир поема председателството на CAM през 1994 г. от Тунис, но не успява да го прехвърли поради липсата на условия, предвидени в учредителния акт. След обявяването на решението за прехвърляне на председателството на CAM, либийският лидер Муамар Кадафи заявява, че е време „да постави CAM в хладилника“. В тази връзка възниква въпросът за позицията на Либия по отношение на CAM.
Освен постоянните разногласия между Мароко и Алжир на лице е и нерешеният въпрос за суверенитета на Западна Сахара. Тези разногласия блокират работата на СAM от началото на 90-те години, въпреки многократните опити за рестартиране на политическия процес.
Последната среща на върха в средата на 2005 г. е прекъсната от отказа на Мароко поради подкрепата на Алжир за независимостта на Западна Сахара. Западна Сахара е бивша испанска колония на юг от Мароко, която по-късно става част от Кралство Мароко. Алжир постоянно подкрепя Фронт Полисарио.
За решаване на въпроса за Западна Сахара са направени някои опити, по-специално от ООН. В средата на 2003 г. личният пратеник на генералния секретар на ООН Джеймс Бейкър предлага план за уреждане, известен също като „План Бейкър II“. Предложението на ООН е отхвърлено от Мароко и прието от Алжир. По отношение на двустранните опити малко е постигнато и Мароко все още не прави никакви отстъпки, водещи до независимост на Западна Сахара, докато Алжир продължава да подкрепя самоопределението на Западна Сахара.
От друга страна различията между Триполи и Нуакшот не улесняват съживяването на организацията. През 2004 г. Мавритания обвинява либийските разузнавателни служби в участие в опит за преврат срещу президента Маауя Оулд Сейд Ахмед Тая. Муамар Кадафи отрича това обвинение.